# Stalag 325
Le Stalag 325 (en allemand : Kriegsgefangenen-Mannschafts-Stammlager  325; en russe : Шталаг 325) est un camp de concentration pour les prisonniers de guerre soviétiques, belges, français et serbes créé par le commandement militaire allemand, qui exista à Lviv, ville de la région ukrainienne de Galicie, en république socialiste soviétique d'Ukraine, de mars 1942 à février 1944.

## Histoire
Le « Stalag 325 » se trouve à proximité de Rava-Rouska. Ses camps satellites se trouvaient à Ternopil, Zolotchiv, Stryï, Zwierzyniec, Terebovlia et Skole.

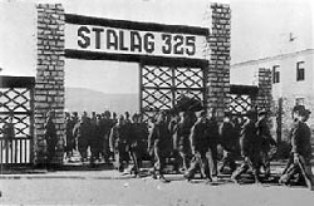
Entrée du camp.

De juillet 1941 à avril 1942, entre 18 000 et 24 000 prisonniers de guerre soviétiques sont détenus à Rava-Rouska et la plupart y trouveront la mort,. En mars 1942, un avis est apposé dans les stalags. Sur ordre de l’OKW de Berlin, en date du 21 mars 1942, les prisonniers français et belges évadés récidivistes, ou coupables de sabotages ou de refus de travail réitérés, doivent être transférés sur Rawa-Ruska et ses sous-camps.
Rawa-Ruska devint ainsi le camp de « déportation » pour les récidivistes français et belges de l'évasion, jugés « irrécupérables » par l'occupant.
Le 13 avril 1942, le premier convoi de soldats français arrive au camp. Le convoi est parti le 5 avril 1942 avec 2 000 prisonniers.Environ 24000 prisonniers français et quelques belges y seront transférés
Le camp est créé en mars 1942, les Allemands décidèrent de déporter dans le « Triangle de la mort » les irréductibles des camps de l'ouest.
Il a été surnommé par Winston Churchill le « camp de la goutte d'eau et de la mort lente ». Il n'y avait qu'un seul robinet d'eau non potable pour tout le camp.
Le commandant du camp était le lieutenant-colonel Herr Borck. Dans une lettre au procureur peu avant son exécution le 25 septembre 1946, il expliqua que Rawa-Ruska resterait son œuvre, revendiqua hautement sa création et précisa que s'il avait eu le temps de la parachever, aucun Français n'en serait sorti vivant. Il avait reçu des ordres secrets de Himmler d'anéantir tous les « terroristes » français.

## Territoire
Le Stalag 325 était situé en Galicie polonaise, devenue ukrainienne en 1944 et donc ainsi terre soviétique
Rawa-Ruska, situé dans une région à climat continental, très froid et très long (5 mois de gel de -20 à −30 °C), et très chaud l'été, est environné de marécages et de tourbières infestés de moustiques. Typhus, typhoïde, diphtérie, dysenterie bascillaire, diarrhée cholériforme y régnaient de façon endémique, conséquences de la sous-nutrition, des mauvais traitements et du logement dna s d'anciennes écuries sans portes ni fenêtres..

## Articles8 connexes
- Liste des camps de concentration nazis
- Stalag
- Liste des camps de prisonniers de guerre du IIIe Reich
- Stalag 328